# Die Grenzboten
Die Grenzboten var en tysk veckotidskrift för politik, litteratur och konst, grundad 1841 av Ignaz Kuranda och nedlagd 1923.
Tidskriften grundades i Bryssel men flyttades redan 1842 till Leipzig, övertogs 1848 av Gustav Freytag och Julian Schmidt och blev ett språkrör för preussisk liberalism och med tiden det nationalliberala partiets främsta tidskrift.